# 손용석
손용석(孫庸碩, 1987년 3월 16일 ~ )은 전 KBO 리그 롯데 자이언츠의 내야수이자, 현 KBO 리그 창원 다이노스의 수비코치이다.

## 선수 시절

### 롯데 자이언츠시절
2006년 1차 지명을 받아 입단했으나 4경기에만 출전했고 2007년 시즌 주로 대타로 출전해 근성있는 플레이로 팬들에게 인기가 많았다. 그러나 이후 1군에 올라오지 못하고 공익근무요원으로 대체 복무를 마친 후 2011년에 1군에 복귀했다. 2007년 6월 16일 한화 이글스전에서 결승 2타점 2루타를 날리며 팬들에게 많은 주목을 받았다. 주로 대타로 많이 나왔으며 대타로 나오면서도 좋은 활약을 보여줬지만 주전으로 확실하게 자리잡지 못했다. 2016년 4월 12일 LG전에서 강민호, 안중열이 대타로 교체돼 포수가 없어 9회말부터 포수로 나섰다.
2017년 시즌 초에 은퇴를 선언했다.

## 야구선수 은퇴 후
2017년부터 롯데 자이언츠 2군 전력분석원으로 활동했다.

## 트리비아
- 그의 아버지는 2010년까지 롯데 자이언츠 선수단의 버스 운전 기사로 재직했다.

## 출신 학교
- 대천초등학교
- 부산중학교
- 부산고등학교

## 통산 기록
| 연도   | 소속   | 경기 | 타수 | 타율  | 득점 | 안타 | 2루타 | 3루타 | 홈런 | 루타 | 타점 | 도루 | 도실 | 볼넷 | 사구 | 삼진 | 병살 | 실책 |
| ------ | ------ | ---- | ---- | ----- | ---- | ---- | ----- | ----- | ---- | ---- | ---- | ---- | ---- | ---- | ---- | ---- | ---- | ---- |
| 2006년 | 롯데   | 4    | 3    | 0.333 | 1    | 1    | 0     | 0     | 0    | 1    | 1    | 0    | 0    | 0    | 0    | 0    | 0    | 0    |
| 2007년 | 롯데   | 44   | 70   | 0.343 | 4    | 24   | 4     | 0     | 0    | 28   | 12   | 0    | 1    | 5    | 0    | 21   | 0    | 0    |
| 2011년 | 롯데   | 49   | 57   | 0.263 | 11   | 15   | 3     | 1     | 0    | 20   | 12   | 1    | 0    | 10   | 1    | 9    | 1    | 0    |
| 2012년 | 롯데   | 43   | 64   | 0.266 | 3    | 17   | 2     | 0     | 0    | 19   | 5    | 0    | 0    | 5    | 1    | 13   | 1    | 0    |
| 2013년 | 롯데   | 3    | 6    | 0.000 | 0    | 0    | 0     | 0     | 0    | 0    | 0    | 0    | 0    | 0    | 0    | 3    | 1    | 0    |
| 2014년 | 롯데   | 3    | 4    | 0.250 | 1    | 1    | 0     | 0     | 0    | 1    | 0    | 0    | 0    | 0    | 0    | 1    | 0    | 0    |
| 2015년 | 롯데   | 38   | 69   | 0.217 | 4    | 15   | 2     | 0     | 0    | 17   | 2    | 0    | 0    | 1    | 0    | 11   | 2    | 1    |
| 2016년 | 롯데   | 51   | 90   | 0.344 | 8    | 42   | 5     | 0     | 12   | 27   | 61   | 0    | 0    | 1    | 4    | 18   | 7    | 2    |
| 통산   | 8 시즌 | 235  | 363  | 0.262 | 32   | 95   | 16    | 1     | 12   | 113  | 41   | 1    | 1    | 22   | 6    | 76   | 12   | 3    |